# 松江中央インターチェンジ
松江中央インターチェンジ（まつえちゅうおうインターチェンジ）は、島根県松江市の山陰自動車道（松江道路）上にあるインターチェンジ。
上り線入口・下り線出口は島根県松江市上乃木七丁目、上り線出口・下り線入口は島根県松江市浜乃木六丁目にある。

## 道路
- E9 山陰自動車道（25番）

## 接続する道路

### 直接接続
- 松江市道10126号松江道路側道北線（上り線）
- 松江市道10127号松江道路側道南線（下り線）

### 間接接続
- 国道432号
- 島根県道21号松江島根線
  - （桧山西・桧山東トンネルにて松江駅方面に接続）
- 島根県道246号八重垣神社線
- 松江市道10102号嫁島公園線

## 料金所
無料区間のためなし

## 周辺
- 松江総合運動公園
  - 松江市営陸上競技場
  - 松江市営補助競技場
  - 松江市営野球場
  - 松江市営庭球場
- 島根県立松江南高等学校
- 八重垣神社

## 隣
E9 山陰自動車道
(24) 松江東IC - (25) 松江中央IC - (26) 松江西IC